# Montemor-o-Velho
Montemor-o-Velho – miejscowość w Portugalii, leżąca w dystrykcie Coimbra, w regionie Centrum w podregionie Baixo Mondego. Miejscowość jest siedzibą gminy o tej samej nazwie. 

## Demografia
| Liczba ludności gminy Montemor-o-Velho (1801–2011) | Liczba ludności gminy Montemor-o-Velho (1801–2011) | Liczba ludności gminy Montemor-o-Velho (1801–2011) | Liczba ludności gminy Montemor-o-Velho (1801–2011) | Liczba ludności gminy Montemor-o-Velho (1801–2011) | Liczba ludności gminy Montemor-o-Velho (1801–2011) | Liczba ludności gminy Montemor-o-Velho (1801–2011) | Liczba ludności gminy Montemor-o-Velho (1801–2011) | Liczba ludności gminy Montemor-o-Velho (1801–2011) | Liczba ludności gminy Montemor-o-Velho (1801–2011) |
| -------------------------------------------------- | -------------------------------------------------- | -------------------------------------------------- | -------------------------------------------------- | -------------------------------------------------- | -------------------------------------------------- | -------------------------------------------------- | -------------------------------------------------- | -------------------------------------------------- | -------------------------------------------------- |
| 1801                                               | 1849                                               | 1900                                               | 1930                                               | 1960                                               | 1981                                               | 1991                                               | 2001                                               | 2004                                               | 2011                                               |
| 9 528                                              | 6 345                                              | 22 361                                             | 25 162                                             | 27 925                                             | 27 274                                             | 26 375                                             | 25 478                                             | 25 082                                             | 26 171                                             |

## Sołectwa
Sołectwa gminy Montemor-o-Velho (ludność wg stanu na 2011 r.):
- Abrunheira (637 osób)
- Arazede (5508)
- Carapinheira (2898)
- Ereira (649)
- Gatões (516)
- Liceia (1254)
- Meãs do Campo (1853)
- Montemor-o-Velho (3154)
- Pereira (3265)
- Santo Varão (1969)
- Seixo de Gatões (1449)
- Tentúgal 2141()
- Verride (587)
- Vila Nova da Barca (291)